# Сегда, Владислав
Владислав Хиполит Сегда (пол. Władysław Hipolit Segda; 23 мая 1895 — 1994) — польский фехтовальщик, призёр Олимпийских игр и чемпионатов мира.

## Биография
Родился в 1895 году в Пшемысле (Австро-Венгрия). Во время Первой мировой войны служил в императорской и королевской армии, после образования независимой Польши вступил в Войско Польское, где служил в военной жандармерии.
В 1928 году принял участие в Олимпийских играх в Амстердаме, где стал обладателем бронзовой медали в командном первенстве на саблях, а в личном первенстве на рапирах медалей завоевать не смог. В 1930 году стал бронзовым призёром Международного первенства по фехтованию в Льеже. В 1932 году стал обладателем бронзовой медали Олимпийских игр в Лос-Анджелесе. В 1934 году стал бронзовым призёром Международного первенства по фехтованию в Варшаве. В 1936 году принял участие в Олимпийских играх в Берлине, но там польские саблисты заняли лишь 4-е место.
В 1937 году Международная федерация фехтования задним числом признала все проходившие ранее Международные первенства по фехтованию чемпионатами мира.
Во время Второй мировой войны воевал с немцами сначала в Польше, затем в составе польских подразделений на Западе. После войны остался в эмиграции.
Его внучка — Дорота Сегда — польская актриса театра и кино.